# Flugmedizinischer Assistent
Der Flugmedizinische Assistent /die Flugmedizinische Assistentin (FlMedAss) sind fachlich besonders spezialisierte Sanitätsdienstgrade im Team Flugmedizin der Bundeswehr. Im Rang eines Feldwebels bis Stabsfeldwebels (A 07 bis A 09) unterstützen sie einen Fliegerarzt in allen dienstlichen und fachlichen Angelegenheiten und organisieren dessen täglichen Dienstbetrieb. Der Aufstieg zum Spitzendienstgrad Oberstabsfeldwebel ist in einigen wenigen Spezialverwendungen möglich.
Fliegerärzte der Bundeswehr und assignierte Fliegerpsychologen sind zum regelmäßigen Mitflug in Luftfahrzeugen ihres Verbandes verpflichtet. Fallweise soll jedoch auch Flugmedizinischen Assistenten (FlMedAss) der Mitflug in Luftfahrzeugen ermöglicht werden. Das Erleben des Arbeitsplatzes Cockpit und der mit dem militärischen Fliegen verbundenen psycho-physischen Belastungen, sind grundlegende Erfahrungen für die optimale Betreuung der fliegenden Besatzungen.[2]

## Ausbildung
Die Grundausbildung Flugmedizinischer Assistent / Flugmedizinische Assistentin (FlMedAss) umfasst in sich aufbauende Ausbildungsgänge. Im Einzelnen:
- eine abgeschlossene Ausbildung zum Notfallsanitäter; übergangsweise Rettungsassistenten
- eine Sprachausbildung (mindestens Sprachleistungsprofil 2221) in Englisch,
- der Lehrgang „Medizinisches Assistenz Personal AirMedEvac“,
- eine flugphysiologische Basisausbildung,
- der Basislehrgang „Crew Resource Management“
- der Sonderlehrgang „Flugmedizinischer Assistent“ am Zentrum für Luft- und Raumfahrtmedizin der Luftwaffe

Zusatzausbildungen zum Medical Crew Chief, Luftfahrzeugspezifische Ergänzungsmodule AirMedEvac, zum Hygienebeauftragten oder zum Qualitätsmanagementbeauftragten runden das vielseitige Berufsbild ab.
Der Nachweis über die Wehrfliegerverwendungsfähigkeit, Auslandsdienstverwendungsfähigkeit und ggf. die Tropendienstverwendungsfähigkeit ist jährlich abzulegen. Erforderliche fachliche Inübhaltungen bzw. Fortbildungen sind mit Durchführungsanweisungen besonders geregelt.

## Zertifizierung

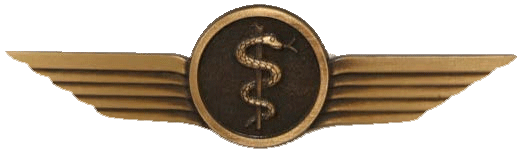
Tätigkeitsabzeichen

Die Vergabe der Ausbildungs- und Tätigkeitsnummer erfolgt durch das Bundesamt für Personalmanagement der Bundeswehr (BAPersBw), die Zertifizierung und Verleihung des Tätigkeitsabzeichens „Flugmedizinisches Assistenzpersonal“ durch den Generalarzt der Luftwaffe im Zentrum für Luft- und Raumfahrtmedizin der Luftwaffe.